# Bertha Heimberg
Bertha Heimberg (* 3. Juli 1894 in Madfeld (jetzt Brilon); † 28. April 1966 in Essen) war eine deutsche Freiwirtschaftlerin, Wirtschaftspolitikerin und Gewerkschafterin.

## Leben
Bertha Heimberg entstammte einer alteingesessenen Madfelder Kaufmannsfamilie jüdischer Herkunft. Ihr Vater war Heinemann Heimberg (jüdischer Name: Chajim ben Seew; 1857–1931), ihre Mutter Thelina, geborene Frankenberg (1862–1901). Vier ihrer insgesamt zwölf Geschwister und Stiefgeschwister wurden während der Nazizeit ermordet; bei einer Schwester verlieren sich die Spuren im Auschwitzer KZ, ein Bruder wurde mit unbekanntem Ziel deportiert. Zu den überlebenden Geschwistern gehört Berthas Bruder Siegfried Heimberg. Er war von 1946 bis 1965 Vorsitzender des Landesverbandes der Jüdischen Gemeinden von Westfalen-Lippe und der Jüdischen Gemeinde Dortmund.
Während des Ersten Weltkriegs arbeitete Bertha Heimberg als Sekretärin im Gewerkschaftsbund der Angestellten (GDA). Über die Gewerkschaftsarbeit und den GDA-Vorsitzenden Wilhelm Beckmann kam sie in Kontakt mit der Freiwirtschaftsbewegung Silvio Gesells.

Wahlvorschlag des Freiwirtschaftsbundes FFF für die Reichstagswahlen Dezember 1924

Sie trat nach dem Ende des Ersten Weltkrieges in den Freiwirtschaftsbund (FWB) von Silvio Gesell ein und kandidierte 1924 mit Paul Diehl, Benedikt Uhlemayr und anderen für den Freiwirtschaftsbund bei der Reichstagswahl Dezember 1924. Im Jahr 1929 wurde sie zur Geschäftsführerin des FWB gewählt, 1930 hielt sie die Grabrede für Silvio Gesell.
Mit der Machtergreifung durch die Nationalsozialisten wurde sie für den Bundesvorstand als Geschäftsführerin aufgrund ihrer Ablehnung gegenüber dem Entschluss des FWB, unter der neuen nationalen Regierung und dem Reichskanzler an der Lösung des sozialen Problems mitwirken zu wollen, untragbar. 1934 ging sie nach der verfügten Auflösung des FWB in den Widerstand. Sie organisierte heimlich Versammlungen ehemaliger Mitglieder des Freiwirtschaftsbundes und verteilte Flugblätter und Aufrufe. Als ihr 1938 die Geheime Staatspolizei (Gestapo) auf die Spur kam, floh sie nach England ins Exil. Von dort versuchte sie weiter Widerstand zu leisten.
1948 kehrte sie nach Deutschland zurück, um sich für den Aufbau einer liberalen, ausbeutungsfreien Wirtschaftsordnung einzusetzen.

## Veröffentlichungen
- Geld in der Retorte. Vortrag im Bayerischen Rundfunk am 7. Juni 1957; in schriftlicher Form veröffentlicht im Selbstverlag (Essen 1957)
- Die natürliche Wirtschaftsordnung durch Freiland und Freigeld. Der Grundriss einer ausbeutungsfreien liberalen Wirtschaftserneuerung nach dem Werke Silvio Gesells. Verlag der Freiwirtschaftsbewegung, 1959.
- Grundriss einer ausbeutungsfreien liberalen Wirtschaftserneuerung nach dem Werke Silvio Gesells. Selbstverlag: Essen [oJ] (vermutlich 1959[3])
- Mahnende Briefe der Freiwirtschaftsbewegung FdFF an Staatspersönlichkeiten der Welt. Zum 100. Geburtstag von Silvio Gesell am 17. März 1962. Verlag der Freiwirtschaftsbewegung, 1962.